# Mepivacaína
A mepivacaína é um anestésico local que foi inserida para uso clínico em 1960. E apresenta potência e toxicidade parecida com a da lidocaína e com os anestésicos locais do tipo amida. A mepivacaína tem um pequeno poder vasodilatador em comparação a outros anestésicos locais. Por isso, pode ser utilizada para anestesias quando não é conveniente o uso de anestésico local associado com vasoconstritor. É indicado para infiltração, bloqueio de nervos e anestesia epidural. 

## Administração
A mepivacaína é utilizada para administração por via intramuscular ou subcutânea.É efetiva em uso tópico apenas em doses muito altas, portanto, não deve ser utilizada por esta via.  
Mepivacaína é usada de forma local (em áreas especificas) anestésico para bloqueio peridural ou raquidiana.
É também usada como anestésico local para procedimentos odontológicos.

### Em procedimentos odontológicos pode ser associada com os seguintes vasoconstritores
Norepinefrina: É um hormônio da família das catecolaminas, podendo ser considerado um composto químico que envolve vários processos importantes do organismo. Um dos seus efeitos mais comuns é o de vasopressor, que provoca um aumento da pressão arterial, e por consequência um efeito vasoconstritor.  (Mepivacaína 2% para Norepinefrina a 1:100.000)
Epinefrina: Por sua maior segurança, dentre as aminas simpatomiméticas, a epinefrina é o vasoconstritor mais utilizado em vários países da Europa, nos Estados Unidos e no Canadá. No Brasil também tem crescido o seu uso nos últimos anos como vasoconstritor associado a anestésicos locais (Mepivacaína 2% para Epinefrina 1:100.000)
Corbadrina: Também conhecido como levonordefrina é um simpatomimético da catecolamina usado como vasoconstritor em odontologia nos Estados Unidos. (Mepivacaína 2% para corbadrina a 1:20.000)
Sem vasoconstritor: Mepivacaína a 3%

## Uso Clínico
O uso de Cloridrato de Mepivacaína é indicado para a anestesia local por bloqueio de nervo ou por infiltração em pacientes nos quais o uso de vasoconstritor não é indicado, pois a mepivacaína a 3% não precisa ser associado a vasoconstritor devido o seu pequeno poder dilatador.
Quando utilizada sem adição de vasoconstritor, apresenta duração de anestesia de 20 minutos (técnica infiltrativa) e 40 minutos (técnica de bloqueio). Se administrado em associação com vasoconstritor é um excelente anestésico local de longa duração, aumentando a duração da anestesia para aproximadamente 60 a 90 minutos. Em tecidos moles, sua ação pode permanecer por volta de 120 a 220 minutos.

## Mecanismo de ação
A Mepivacaína estabiliza a membrana neuronal e impede a iniciação e transmissão do impulso nervoso, produzindo assim uma anestesia local. Após a injeção, parte das moléculas fica na forma ionizada e a outra parte fica na forma não ionizada. Nesta última, as moléculas penetram no axoplasma, onde ocorre novamente o equilíbrio entre as formas ionizadas e não ionizadas. A forma ionizada liga-se aos canais de sódio, bloqueando a condução do impulso nervoso. Sua metabolização acontece por oxidação nos microssomos hepáticos e sua eliminação ocorre pela via renal, sendo que até 16% do total não sofre metabolização. Os principais metabólitos são a m-hidroxi mepivacaína e a p-hidroxi mepivacaína. A meia vida plasmática é de 1,9 hora e sua latência é de 2 a 4 minutos. Seu valor de pKa é de 7,9 e sua atividade dilatadora é de 0,8.

## Posologia
Para evitar a ocorrência de reações tóxicas é necessário considerar informações importantes do paciente (através de uma boa anamnese), levando em conta o peso corporal, idade e histórico de doença sistêmica, para que o anestésico local possa ser administrado de maneira segura. 
A dose usual para a anestesia odontológica é de 36mg de mepivacaína à 2%  (o que equivale a um tubete da solução), embora possa ser aumentada, caso necessário. A dose máxima recomendada para adultos não deve exceder os 300mg de mepivacaína a 2%, o que equivale a 8,3 tubetes. Nas crianças, a administração de 12mg de mepivacaína a 2% deve ser suficiente, o que equivale, aproximadamente a um terço do tubete, embora a dose máxima para uma criança de 20kg possa ser de 88mg, ou seja 2,4 tubetes. 

### Cálculo
Solução de mepivacaína a 2% = 2g de sal em 100mL de solução = 20mg/mL
Volume do tubete = 1,8mL 
20mg x 1,8mL = 36mg (equivale a 1 tubete)]
Assim, cada tubete de anestésico a 2% contém 36mg de mepivacaína quando empregada a 2% da solução.
Dose máxima de mepivacaína 4,4mg/kg de peso corporal, logo:
Criança com 20Kg:
20Kg x 4,4 mg = 88mg (dose máxima)
88mg/36mg = 2,4 tubetes
Adulto com 60Kg:
60Kg x 4,4 = 264mg (dose máxima)
264mg/ 36 mg= 7,3 tubetes 

Obs: Independente da massa corporal do indivíduo há um limite máximo total de 300mg/sessão

Gestantes/ Lactantes
A Mepivacaína, a Bupivacaína e a Articaína causam um possível risco de teratogênese, por efeitos adversos demonstrados em estudos animais ou pela falta de estudos em animais e humanos, dessa forma estas só devem ser usadas se o beneficio justificar o risco potencial.

## Toxicidade
A sobredosagem do sal anestésico é uma complicação rara em adultos, entretanto em crianças, especialmente na faixa etária de até 6 anos, a sobredosagem não é tão rara assim, existem vários relatos de sobredosagem de anestésico local nesse grupo de pacientes na literatura. 
A sobredosagem pode ocorrer por injeção intravascular acidental pode gerar resposta adversa imediata, pois o anestésico local pode atingir rapidamente altas concentrações no SNC (sobredosagem relativa) ou por administração de dose excessiva nos tecidos (sobredosagem absoluta). 
Ao observar sinais de toxicidade, o procedimento deve ser interrompido e avaliado a intensidade da reação, reações leves podem se resolver sem a necessidade de um intervenção, o paciente deve ser posicionado em decúbito dorsal (deitado de costas) para melhorar o retorno venoso. 
Aconselha-se a fazer avaliação arterial e da frequência cardíaca em intervalos curtos (a cada 5 minutos) para acompanhar a evolução da intercorrência.
Caso ocorra convulsão, deve-se afrouxar as roupas e afastar objetos que possam ferir o paciente, tomando um cuidado maior com sua cabeça. Se a convulsão se prolongar (acima de 30 segundos) pode requerer intervenção farmacológica, com administração de BDZs (diazepam ou midazolam) pois as convulsões prolongadas podem gerar acidose respiratória e tecidual pelo acúmulo de ácido lático por conta das contrações musculares.